# Meeting de Strasbourg 2012
Meeting de Strasbourg 2012 – międzynarodowy mityng lekkoatletyczny, który odbył się 8 lipca 2012 w Strasburgu. Zawody znalazły się w kalendarzu European Athletics Outdoor Premium Meetings w związku z czym należały do grona najważniejszych mityngów organizowanych w Europie pod egidę Europejskiego Stowarzyszenia Lekkoatletycznego.

## Rezultaty

### Mężczyźni
| Konkurencja:   | 1. miejsce | Rezultat | 2. miejsce | Rezultat | 3. miejsce | Rezultat |
| Bieg na 400 m  |            |          |            |          |            |          |
| Skok w dal     |            |          |            |          |            |          |
| Rzut oszczepem |            |          |            |          |            |          |

### Kobiety
| Konkurencja:               | 1. miejsce | Rezultat | 2. miejsce | Rezultat | 3. miejsce | Rezultat |
| Bieg na 1500 m             |            |          |            |          |            |          |
| Bieg na 100 m przez płotki |            |          |            |          |            |          |
| Skok wzwyż                 |            |          |            |          |            |          |
| Pchnięcie kulą             |            |          |            |          |            |          |